# Taejo (Joseon)
König Taejo (* 27. Oktober 1335; † 18. Juni 1408) koreanisch 태조, Geburtsname Yi Seong-gye (이성계), war der Begründer der Joseon-Dynastie und von 1392 bis 1398 König des von ihm gegründeten Königreiches Joseon, das bis 1897 als Königreich und danach bis 1910 als Kaiserreich bestand. Er nannte sich zu Lebzeiten Yi Seong-gye bzw. Yi Dan (이단) und wurde erst nach seinem Tode König Taejo (großer Gründer) genannt.

## Leben
Yi Seong-gye wurde am 27. Oktober 1335 (11. Oktober 1335 nach dem Mondkalender) in Hamheung (함흥) in der Provinz Hamgyeong-do (함경도) des damaligen Goryeo-Reiches (고려) geboren. Er entstammte einer Familie, die zu einer sich in Goryeo neu gebildeten Militär-Klasse gehörte. Sein Vater, Yi Jachun (이자춘), spielte eine bedeutende Rolle bei der Wiedereroberung der Ssangseong-Kommandantur (쌍성총관부) unter König Gongmin (공민) (1330–1374) und war Kommandeur während der Zeit, in der die Yuan-Dynastie (元朝) den Norden Koreas okkupiert hatten. Seine Mutter Uihye (의혜), die Yi Seong-gye nach ihrem Tode Posthume zur Königin erklärte, war chinesischer Abstammung.

## Karriere im Militär
Yi Seong-gye wurde ebenso wie sein Vater Soldat und erlangte Ruhm und Einfluss durch die erfolgreiche Bekämpfung der Wokou, der japanischen Piraten, die die Ostküste Goryeos regelmäßig überfielen und die Bevölkerung tyrannisierten. Auch machte er sich zusammen mit Choe Yeong (최영), einem Mitstreiter, einen Namen bei der Bekämpfung der von Norden einfallenden chinesischen Banden, Honggeonjeok (홍건적) (Rote Turbane) genannt.
Choe Yeong wurde in Folge Kommandeur und Yi Seong-gye sein Stellvertreter. Mittlerweile General, erhielt Yi Seong-gye 1388 von König U (우) (1365–1389) unter der Führung von Choe Yeong den Auftrag, die hinter dem Yalu gelegene Provinz Liaodong (südlicher Teil von Liaoning, China) für Goryeo zurückzuerobern, die inzwischen an die chinesische Ming-Dynastie gefallen war. Aufgrund der Aussichtslosigkeit dieses Vorhabens zog er jedoch seine Truppen zurück, wandte er sich gegen Choe Yeong und beschloss die königliche Regierung zu stürzen. Er tötete König U und seinen Widersacher Choe Yeong und sorgte zunächst dafür, dass König Us Sohn im Alter von nur neun Jahren als König Chang (창) (1388–1389) den Thron besteigen konnte, behielt aber die Macht weiterhin in seiner Hand. Zusammen mit seinen Gefolgsleuten in der Aristokratie sorgte er schließlich dafür, dass ein Nachkomme der siebten Generation von König Sinjong (신종) (1144–1204) unter dem Namen Gongyang Wang (공양) (1349–1394) zum letzten König der Goryeo-Dynastie ernannt wurde, aber wenig Macht und Einfluss bekam.

## Thronbesteigung und Staatsgründung
Es war der Gelehrte und Staatsmann Jeong Do-jeon (정도전) (1342–1398) der Goryeo-Dynastie, der Yi Seong-gye davon überzeugte, eine neue Dynastie zu gründen und den Staat radikal zu reformieren. Er lieferte den Plan und zusammen mit anderen radikal denkenden Gelehrten den intellektuellen Unterbau für den neuen Staat. Doch zunächst sicherten Yi Seong-gye zusammen mit Jeong Do-jeon und dem Reformer Jo Jun (조준) im Januar 1391 ihre militärische Macht durch die Übernahme der Hauptquartiere der drei Armeen im Staat und führten im Mai 1391 mit dem Gwajeonbeop (과전법), dem Gesetz der Neuaufteilung des Landes nach Rangstufen, eine Neuordnung der Ländereien ein, die einerseits Regierungsbeamte, die Yi Seong-gye wohlgesinnt waren, bevorzugten und seine Gegner benachteiligten, aber andererseits auch die Steuern reduzierten und die einfachen Bauern von Zwangsarbeit und Ausbeutung befreiten. Durch diese grundlegende Landreform wurde den konservativen Kräften im Staat ihre Macht und ihr Einfluss genommen und damit ihre ökonomische Basis zerstört. Doch die Sklaverei schaffte Yi Seong-gye nicht ab, sondern sorgte 1388 dafür, das rund 80.000 Sklaven, die in Buddhistischen Tempeln gehalten wurden, nun Sklaven des Staates wurden und somit zu einer Einkommensquelle wurden, da sie jetzt für den Staat arbeiten mussten.
Als im April 1392 Yi Seong-gye bei einer Jagd von seinem Pferd fiel und der moderate Reformer Jeong Mong-ju (정몽주) diese Gelegenheit nutzen wollte Yi Seong-gye und seine Gefolgsleute töten zu lassen, durchkreuzte Yi Seong-gyes Sohn, Yi Bang-won (이방원), seinen Plan und tötete ihn selbst. Daraufhin griff Yi Seong-gye am 17. Juli 1392 selbst nach dem Thron, unterstützt von über 50 seiner verdienten Gefolgsleuten und legte damit das Fundament des neuen Staates, den er auf Empfehlung des Kaisers Hóngwǔ (洪武) der Ming-Dynastie Joseon nannte und dieser fortan bis in das Jahr 1910 unter der Regentschaft der Joseon-Dynastie stand. Gongyang, den letzten König der Goryeo-Dynastie schickte Yi Seong-gye 1392 in die Verbannung.

## Regentschaft
Yi Seong-gye war davon überzeugt, dass ein Herrscher eine Person von Integrität und Tugendhaftigkeit sein muss und bezeichnete die Dynastie Goryeos als unmoralisch und die Könige als Marionetten des Systems. So führte er während seiner Regentschaft den Neokonfuzianismus als Staatsreligion ein und löste damit den Buddhismus als leitende Religion ab und ließ zahlreiche buddhistische Tempel auflösen.
Auch korrigiert Yi Seong-gye die zuvor abweisende Politik gegenüber der Ming-Dynastie und entsandte drei Mal pro Jahr eine diplomatische Delegation zu besonderen Anlässen am Hofe des Ming-Kaisers. 1394 entschied Yi Seong-gye nach eingehenden geomantischen Untersuchungen, die Stadt Hanyang (한양) am Fluss Hangang (한강) zur Hauptstadt des Landes zu machen und wandte sich damit von Kaesŏng (개성) als bisherige Hauptstadt ab. Während seiner Regentschaft stärkte er das Militär und sorgte für einen Balance zwischen Militärs und Gelehrten in seinem Staatsapparat und festigte damit zunächst seine Machtbasis. Doch Yi Seong-gye ließ den Reformern Jeong Do-jeon und Jo Jun zunehmend freie Hand und übte eine eher passive Rolle in der Regierung des Landes aus. Mit den streng nach konfuzianischen Regeln durchgeführten Reformen in der Verwaltung des Landes waren schließlich vermehrt Gelehrte und einige Söhne des Königs zunehmend nicht einverstanden. Als dann Yi Seong-gye den jüngsten seiner Söhne, Yi Bang-seok (이방석) zu seinem Nachfolger bestimmte, brach Streit unter seinen Söhnen aus. Yi Bang-won (이방원), sein fünfter Sohn, tötete schließlich den Reformer Jeong Do-jeon, der Unterstützer von Yi Bang-seok war, ordnete die Exekution seines Bruders an und verbannte seinen nächstälteren Bruder. Aufgrund dessen bestimmte Yi Seong-gye seinen zweiten Sohn Yi Bang-gwa (이방과) zu seinem Nachfolger, der 1398 auch nach Yi Seong-gyes Abdankung den Thron bestieg. Im Jahr 1400 verzichtete Yi Bang-gwa auf Druck und zugunsten seines Bruders Yi Bang-won schließlich auf den Thron, womit Yi Bang-won als König Taejong (태종) inthronisiert wurde.
Yi Seong-gye verstarb am 24. Mai 1408 im Changdeokgung-Palast, der sich heute im Stadtteil Jongno-gu von Seoul befindet. Posthum wurde er zum König Taejo ernannt.
König Taejo wurde in der königlichen Grabanlage Geonwolleung (건원릉) in der Stadt Guri-si (구리시) der Provinz Gyeonggi-do (경기도) beerdigt.